# 李毓 (成化進士)
李毓（1441年—？），字鍾秀，山東武定州人，武功中衛匠籍，明朝政治人物。進士出身。

## 生平
早年出身順天府學生，順天府鄉試第六十七名。成化十一年（1475年）乙未科會試第十名，殿試登進士第三甲第一百四十七名。

## 家族
曾祖父李善甫。祖父李子儀。父亲李克用。